# ドーモ
有限会社ドーモ（英: DOMO Inc.）は、日本のモデル・俳優・クリエイターのマネージメントオフィスである。

## 概要
雑誌・CM・映画やドラマなどで活動するファッションモデル、俳優、クリエイターのマネージメント及びコーディネイト業務を行っている。

## 所属
- 加津塔
- 中村圭太
- 笹尾融理亜
- 渋谷盛太
- 田中一平
- 湯木優輝
- 竜童
- 林倫生
- ラファエル (ファッションモデル)
- 桑田尚樹
- 二宮康
- コッセこういち
- 石川真央
- 落合恭子
- 石川凛
- はづき
- なつみ
- やまだしげき
- WARNER